# Parabopyrella setoensis
Parabopyrella setoensis är en kräftdjursart som först beskrevs av Sueo M. Shiino 1939.  Parabopyrella setoensis ingår i släktet Parabopyrella och familjen Bopyridae. Inga underarter finns listade i Catalogue of Life.